# Tramways électriques du Libournais
Les Tramways électriques du Libournais ont fonctionné dans le département de la Gironde entre 1913 et 1949.  Le réseau comprenant  2 lignes construites à voie métrique.

## Histoire

### Voie ferrée d'intérêt local
Le « Tramway de Saint-André-de-Cubzac à Libourne et à Puisseguin » est une voie ferrée d'intérêt local (VFIL), de type tramway, déclarée d'utilité publique par le décret du 25 mars 1909. Elle est concédée, par le département de la Gironde, à MM. Ortal, ses fils, et Lagueyte pour une exploitation utilisant des locomotives à vapeur. En avril 1910 le conseil général approuve la convention substituant la traction électrique à la vapeur à la demande des concessionnaires, ces nouvelles dispositions sont approuvées par le décret du 11 décembre 1911.

### Section de Saint-André-de-Cubzac à Libourne

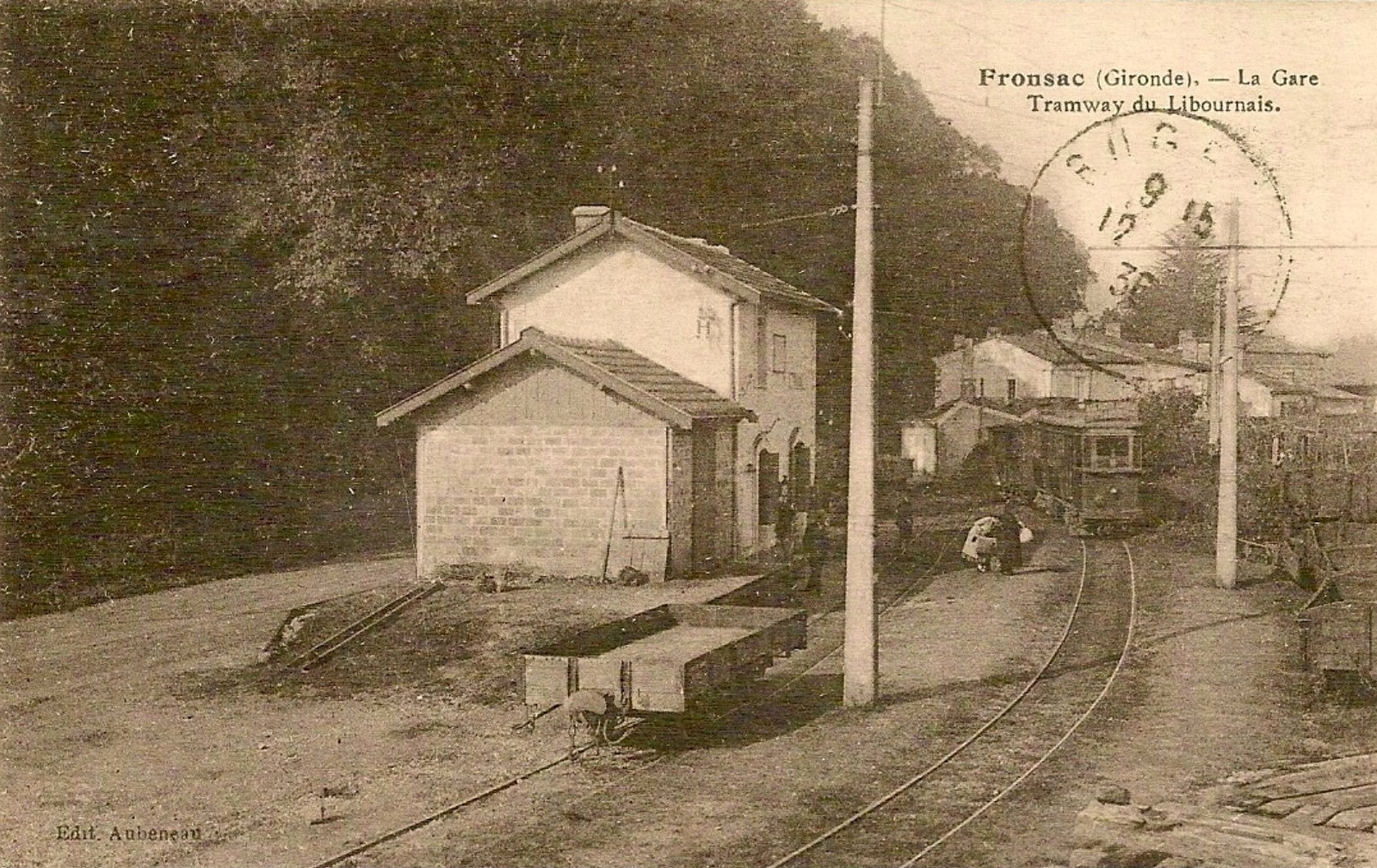
Le tram en gare de Fronsac

Le tracé définitif de Saint-André-de-Cubzac à Libourne est validé le 21 juin 1910 par une décision de la commission départementale. Ensuite, le projet d'emplacement et du nombre de gares, stations et haltes est soumis à l'enquête réglementaire dont les conclusions permettent l'approbation par le préfet du département le 12 mai 1911 en conformité avec la décision prise par le conseil général le 2 mai de cette même année.
Outre les travaux de construction de la ligne la compagnie doit réaliser, les aménagements permettant les échanges avec le réseau de la Compagnie du chemin de fer de Paris à Orléans (PO) en gare de Libourne et avec celui de l'Administration des chemins de fer de l'État (État) en gare de Saint-André-de-Cubzac, ainsi que la construction de la sous-station électrique pour la transformation du courant située au centre névralgique de Libourne. Le chantier de cette première section est reçu provisoirement le 9 avril 1913, les réserves émises par l'administration concernent des détails à réaliser pour l'achèvement des échanges de la petite vitesse (marchandises) dans les gares de Libourne et de Saint-André-de-Cubzac. Ils sont terminés après l'ouverture de l'exploitation qui intervient le 14 avril 1913.

### Section de Libourne à Puisseguin

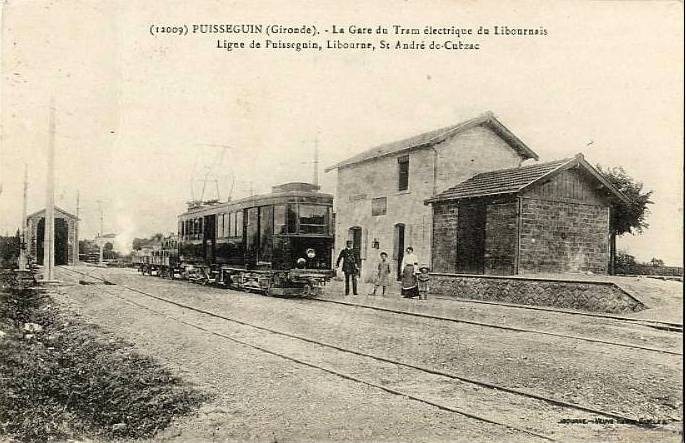
Le tramway en gare de Puisseguin

Pour la deuxième section de Libourne à Puisseguin, la commission approuve le tracé définitif le 6 mars 1911, l'enquête sur les arrêts est conclue et le projet approuvé par le Conseil général le 20 octobre est validé par le préfet le 15 février 1912.
Le chantier prend du retard du fait qu'il est nécessaire de construire un pont en béton de 16 mètres d'ouverture pour franchir la ligne de Libourne à Bergerac. La mise en service de l'ensemble de la section a lieu le 28 février 1914.
La société anonyme dénommée « Compagnie des tramways électriques du Libournais » (TEL) prend la place des concessionnaires en 1914.

### Déclassement
La ligne de tramway de Saint-André-de-Cubzac à Libourne et à Puisseguin est déclassée par la décret du 28 décembre 1949.

## Caractéristiques

### Réseau
Ce réseau, long de 38,611 kilomètres, comporte une ligne principale, divisée en deux sections, et un embranchement fluvial. La première section de Saint-André-de-Cubzac à Libourne fait 20,364 kilomètres, la deuxième section de Libourne à Puisseguin 17,770 kilomètres et l'embranchement fluvial de la première section, consiste en une voie de quai, longue de 477 mètres, située sur la rive gauche de l'Isle à Libourne.
À part les gares figurant sur le schéma de la ligne, il faut noter la halte de Cadillac-sur-Dordogne après Lalande-de-Fronsac puis la halte de Saint-Germain-de-la-Rivière après Lugon.
Le centre du réseau le dépôt et l'usine électrique sont situés à Libourne

### Voie
La voie ferrée établie en bordure des voies routières est à écartement métrique. 

### Alimentation électrique
L'alimentation électrique se faisait par caténaire en courant monophasé à la tension de 6 600 volts. Le courant était capté par pantographe.

### Ouvrages d'art
Le plus important est le pont métallique d'une seule portée établi sur l'Isle, à côté du pont suspendu, à Libourne. Le chantier des culées a lieu en 1910, elles sont réalisées en béton armé Hennebique par l'entreprise Édouard Ferret. Le tablier métallique est réalisé et posé par la société Dyle et Bacalan en 1912.
Un autre pont en béton armé d'une portée de 16 mètres est ajouté pour éviter un croisement à niveau avec la ligne de Libourne à Bergerac.

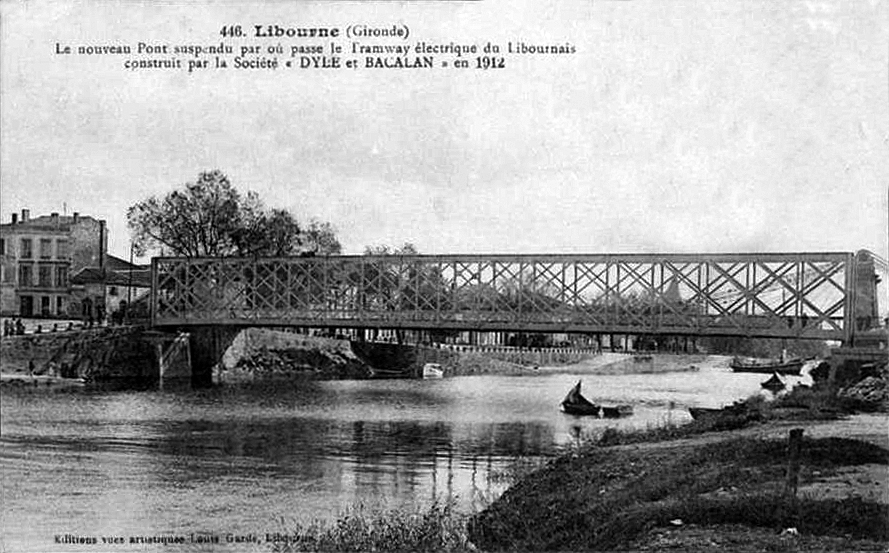
Le pont métallique sur l'Isle.
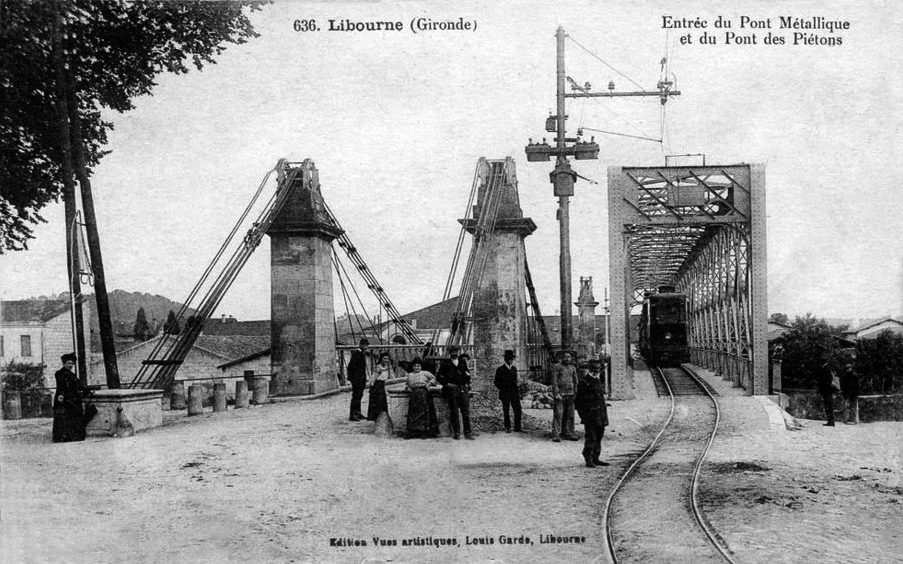
Le pont du tram à côté du pont suspendu.
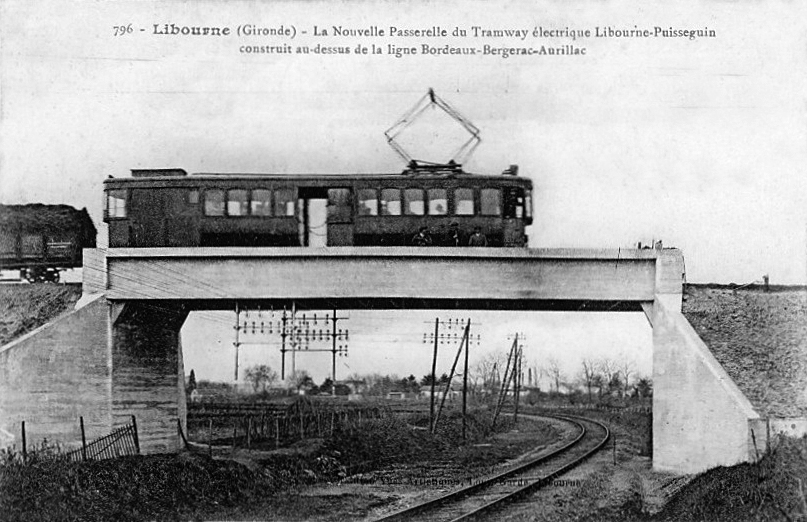
Le pont en béton sur la ligne de Libourne à Bergerac.

## Matériel roulant

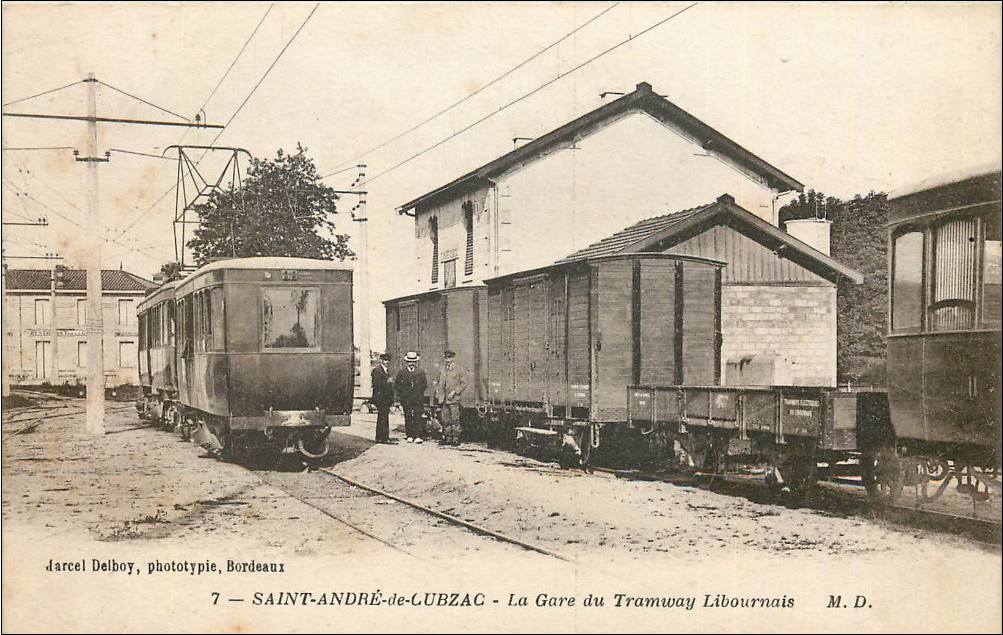
En gare de Saint-André-de-Cubzac, les automotrice, voitures et wagons

Le matériel de la compagnie utilisé pour l'exploitation comprend notamment :
- Deux fourgons automoteurs à bogies (T1 et T2),
- Cinq automotrices à bogies (A11 à A 15),
- Dix voitures à voyageurs à deux essieux et plateforme centrale,
- Vingt cinq wagons de marchandises à deux essieux : wagons plats, tombereaux et couverts.